# (5134) Ebilson
(5134) Ebilson est un astéroïde de la ceinture principale.

## Description
(5134) Ebilson est un astéroïde de la ceinture principale. Il fut découvert le 17 septembre 1990 à l'Observatoire Palomar par Henry E. Holt. Il présente une orbite caractérisée par un demi-grand axe de 2,79 UA, une excentricité de 0,04 et une inclinaison de 8,1° par rapport à l'écliptique.

## Compléments